# Plaxiphora (Plaxiphora) tulearensis
Plaxiphora (Plaxiphora) tulearensis is een keverslakkensoort uit de familie van de Mopaliidae. De wetenschappelijke naam van de soort is voor het eerst geldig gepubliceerd in 1981 door Leloup.